# Mad Detective
Mad Detective (神探) és una pel·lícula d'acció de Hong Kong de 2007 produïdas i dirigida per Johnnie To i Wai Ka-fai. Mad Detective es va projectar per primera vegada a la 64a Mostra Internacional de Cinema de Venècia, i més tard es va estrenar al Festival Internacional de Cinema de Toronto de 2007, abans d'estrenar-se a Hong Kong el 29 de novembre de 2007. El guió de la pel·lícula va guanyar els premis al "Millor guió" en diverses cerimònies de cinema asiàtic.

## Argument
L'inspector Bun (Lau Ching-wan) és un investigador brillant, obligat a retirar-se després de donar-li una estirada d’orelles al seu superior com a obsequi de comiat. Té un do per veure (o imaginar) les personalitats ocultes de la gent, o els seus "dimonis".
Uns anys més tard, l'inspector Ho Ka-on (Andy On) el visita per convèncer-lo perquè ajudi a resoldre el cas de Wong Kwok-chu (Lee Kwok-lun), un company que va desaparèixer 18 mesos abans durant la persecució d'un sospitós amb el seu company d'equip Ko Chi-wai (Lam Ka-tung). La seva arma s'ha utilitzat des de llavors en una sèrie de robatoris armats.
Bun torna de la jubilació i descobreix que Ko Chi-Wai té set "dimonis" (cadascun representant un aspecte de la seva personalitat). Ho Ka-On no sap si hauria de confiar en Bun o si el "sisè sentit" de Bun és simplement una manifestació de la seva bogeria.

## Repartiment
- Sean Lau com a inspector Chan Kwai-Bun, un antic detectiu de policia.
- Lam Ka-Tung com a oficial Ko Chi-Wai, un policia que es considera un sospitós de la desaparició d'un altre oficial, Wong Kwok-Chu.
- Andy On com l'inspector Ho Ka-On, un detectiu que intenta resoldre la desaparició de l'oficial de policia Wong Kwok-Chu.
- Flora Chan com l'esposa de Bun, la personalitat interior de May Cheung tal com la veu/imagina Bun.
- Kelly Lin com a May Cheung, l'esposa de Bun.
- Lee Kwok-Lun com a oficial Wong Kwok-Chu, l'oficial de policia desaparegut.
- Jo Kuk com una dona astuta, que apareix com la personalitat interior d'Ho Ka-On
- Jay Lau com una dona calculadora, que apareix com una de les set personalitats interiors de Ko Chi-Wai.
- Lam Suet com a Fatso, una de les set personalitats interiors de Ko.
- Cheung Siu-fai com un home violent que és una de les set personalitats interiors de Ko.
- Eddy Ko com a cap de policia retirat.
- Singh Harithan Bitto com a Naresh Sherma, el sospitós indi.

## Recepció
La pel·lícula va ser guardonada amb un Categoria III, una qualificació de restricció de més de 18 anys a Hong Kong. Abans de l'estrena de la pel·lícula, Wai Ka-Fai va parlar de la qualificació de la pel·lícula, dient que la qualificació es basava en una escena excepcionalment violenta de la pel·lícula i, com que sentia que l'escena era crucial per a la història, ell i Johnnie To, es va negar a suprimir-la per obtenir una qualificació de la categoria IIB.
Mad Detective es va projectar a les presentacions especials del Festival Internacional de Cinema de Toronto de 2007, un aparador de pel·lícules atrevides i artístiques amb estrelles o directors d'alt perfil. També es va estrenar a la 64a Mostra Internacional de Cinema de Venècia on va ser nominada al premi Lleó d'Or.

### Resposta crítica
La pel·lícula té una puntuació del 84% a Rotten Tomatoes basada en 20 ressenyes, amb una valoració mitjana de 6,6/10. Metacritic, va donar a la pel·lícula una puntuació de 68 sobre 100 basada en 7 ressenyes següents a la categoria "crítiques generalment favorables".
Manohla Dargis de The New York Times va donar a la pel·lícula una puntuació de 68 sobre 100 basada en 7 ressenyes següents a la categoria "crítiques generalment favorables". Ty Burr de The Boston Globe va escriure que Mad Detective "és a parts iguals d'inspiració gonzo i indecisió exagerada", i va batejar la pel·lícula "'The Lunatic From Kowloon.'"

### Taquilla
Quan es va estrenar a Hong Kong, Mad Detective es va enfrontar a una dura competència amb les pel·lícules americanes 30 dies de foscor i The Heartbreak Kid. La pel·lícula es va estrenar el 29 de novembre de 2007, ocupant el primer lloc i recaptant més de 3,84 milions HK$. La pel·lícula va ser considerada un gran èxit pel seu distribuïdor de Hong Kong China Star, que la va treure en 30 còpies de mida mitjana. Finalment, va recaptar més de 10,67 milions de dòlars de Hong Kong, cosa que es considera un bon resultat per a una pel·lícula que va rebre una qualificació de Categoria III a Hong Kong.

### Reconeixements
| Premi                                                   | Categoria                             | Guanyador/Nominat      | Resultat  |
| ------------------------------------------------------- | ------------------------------------- | ---------------------- | --------- |
| 27ns Premis de Cinema de Hong Kong                      | Millor guió                           | Wai Ka-Fai, Au Kin-Yee | Guanyador |
| 27ns Premis de Cinema de Hong Kong                      | Millor actor                          | Sean Lau               | Nominat   |
| 27ns Premis de Cinema de Hong Kong                      | Millor director                       | Johnnie To, Wai Ka-Fai | Nominat   |
| 27ns Premis de Cinema de Hong Kong                      | Millor fotografia                     | Cheng Siu-Keung        | Nominat   |
| 27ns Premis de Cinema de Hong Kong                      | Millor muntatge                       | Tina Baz               | Nominat   |
| 27ns Premis de Cinema de Hong Kong                      | Millor vestuari i maquillatge         | Stanley Cheung         | Nominat   |
| 27ns Premis de Cinema de Hong Kong                      | Millors efectes visuals               | Raymond Man            | Nominat   |
| 2ns Asian Film Awards                                   | Millor guió                           | Wai Ka-Fai, Au Kin-Yee | Guanyador |
| Premis de la Societat de Crítics de Cinema de Hong Kong | Millor guió                           | Wai Ka-Fai, Au Kin-Yee | Guanyador |
| 8ns Chinese Film Media Awards                           | Millor guió                           | Wai Ka-Fai, Au Kin-Yee | Guanyador |
| 64a Mostra Internacional de Cinema de Venècia           | Lleó d'Or                             | Johnnie To, Wai Ka-Fai | Nominat   |
| Festival de Sitges                                      | Premi Orient Express. Menció especial | Wai Ka-Fai, Johnnie To | Guanyador |

## Distribució
El distribuïdor independent de pel·lícules IFC Films va adquirir els drets de distribució de Mad Detective. L'estudi va distribuir la pel·lícula als cinemes i mitjançant VOD el 18 de juliol de 2008, el mateix dia com a part del seu programa First Take.
Eureka Entertainment va adquirir els drets de distribució per al Regne Unit, estrenant-se als cinemes el 18 de juliol de 2008 a l'Institute of Contemporary Arts (ICA) de Londres i després a tot el país, amb edicions de DVD i Blu-ray Disc llançades el 20 d'octubre de 2008 com a part de la seva sèrie Masters of Cinema.